# Kanton Issigeac
Der Kanton Issigeac war von 1790 bis 2015 ein französischer Wahlkreis im Arrondissement Bergerac, im Département Dordogne und in der Region Aquitanien; sein Hauptort war Issigeac, Vertreter im Generalrat des Départements war zuletzt von 2008 bis 2015 Jean-Claude Castagner. 
Der Kanton war 178,29 km² groß und hatte 3951 Einwohner (Stand: 1999).

## Gemeinden
| Gemeinde                | Einwohner Jahr | Fläche km² | Bevölkerungsdichte | Code INSEE | Postleitzahl |
| ----------------------- | -------------- | ---------- | ------------------ | ---------- | ------------ |
| Bardou                  | 41 (2013)      | –          | – Einw./km²        | 24024      | 24560        |
| Boisse                  | 249 (2013)     | –          | – Einw./km²        | 24045      | 24560        |
| Bouniagues              | 562 (2013)     | –          | – Einw./km²        | 24054      | 24256        |
| Colombier               | 238 (2013)     | –          | – Einw./km²        | 24126      | 24256        |
| Conne-de-Labarde        | 238 (2013)     | –          | – Einw./km²        | 24132      | 24256        |
| Faurilles               | 40 (2013)      | –          | – Einw./km²        | 24176      | 24256        |
| Faux                    | 604 (2013)     | –          | – Einw./km²        | 24177      | 24256        |
| Issigeac                | 740 (2013)     | –          | – Einw./km²        | 24212      | 24256        |
| Monmadalès              | 79 (2013)      | –          | – Einw./km²        | 24278      | 24256        |
| Monmarvès               | 60 (2013)      | –          | – Einw./km²        | 24279      | 24256        |
| Monsaguel               | 156 (2013)     | –          | – Einw./km²        | 24282      | 24256        |
| Montaut                 | 127 (2013)     | –          | – Einw./km²        | 24287      | 24256        |
| Plaisance               | 438 (2013)     | –          | – Einw./km²        | 24168      | 24256        |
| Saint-Aubin-de-Lanquais | 318 (2013)     | –          | – Einw./km²        | 24374      | 24256        |
| Saint-Cernin-de-Labarde | 197 (2013)     | –          | – Einw./km²        | 24385      | 24256        |
| Saint-Léon-d’Issigeac   | 114 (2013)     | –          | – Einw./km²        | 24441      | 24256        |
| Saint-Perdoux           | 136 (2013)     | –          | – Einw./km²        | 24483      | 24256        |
| Sainte-Radegonde        | 59 (2013)      | –          | – Einw./km²        | 24492      | 24256        |

## Bevölkerungsentwicklung
| 1962 | 1968 | 1975 | 1982 | 1990 | 1999 |
| ---- | ---- | ---- | ---- | ---- | ---- |
| 3681 | 4089 | 3829 | 3850 | 3909 | 3951 |